# Pharmacie du Bon Secours
La pharmacie du Bon Secours est une pharmacie de style Art nouveau géométrique située à  Bruxelles en Belgique.

## Localisation
La Pharmacie du Bon Secours se dresse à l'angle de la rue de Bon Secours et du boulevard Anspach, deux artères désormais intégrées au piétonnier du centre-ville de Bruxelles. Elle occupe plus précisément le n° 3 de la rue de Bon Secours et le n° 160 du boulevard Anspach.

## Historique
La devanture de style Art nouveau, la décoration Art nouveau des portes, des plafonds et de l'escalier ont été réalisées en 1910 par l'architecte Paul Hamesse.
La pharmacie fait l'objet d'un classement comme monument historique depuis le 21 décembre 1995 sous la référence 2043-0304/0.